# Max Margules
Max Margules (1856-1920) est un scientifique ayant contribué dans les domaines mathématiques, de la physique, de la chimie et de la météorologie.
Il est surtout connu pour le modèle d'activité de Margules qui permet de calculer les coefficients d'activité des différents composants d'un mélange. Cette équation est toujours utilisée.

## Biographie
Il y a très peu d'informations sur la jeunesse de Max Margules. Il fait des études de mathématiques, de physique et de chimie à Vienne. En 1877, il rejoint l'Institut de Météorologie et de Géophysique de Vienne (ZAMG). Il y reste deux ans avant d'aller étudier à Berlin pendant une année. Il revient ensuite à Vienne comme doctorant, il obtient son doctorat en 1882 dans le domaine de l'électrodynamique.
Il intègre à nouveau l'Institut de Météorologie et de Géophysique de Vienne, travaillant dans le domaine de l'électrodynamique et l'hydrodynamique. Durant son temps libre, il étudie des problèmes de physique et de physico-chimie. La relation de Duhem-Margules et le modèle d'activité de Margules sont des exemples de contributions issues de cette période.
En 1900, il se consacre à la météorologie, ce qui conduit à l'équation de Margules décrivant le front entre deux masses d'air à des températures différentes.
En 1919, la Société Autrichienne de météorologie lui décerne la Silver Hann Medal of Acknowledgement. Du fait de sa faible retraite et de la dévaluation monétaire après la première guerre mondiale, Max Margules vit la dernière année de sa vie dans la pauvreté. Il développe un œdème et meurt de faim le 4 octobre 1920.

## Publications
- Über die Schwingungen periodisch erwärmter Luft, in: Sbb. Wien, math. nat. Kl., Bd. 99, Abt. 2a, 1890.
- Luftbewegungen in einer rotierenden Sphäroidschale bei zonaler Druckverteilung, ibid., Bd. 101/02, Abt. 2a, 1892–93.
- Vergleichung der Barogramme von einigen Orten rings um Wien, in: Meteorolog. Z., Bd. 14, 1897.
- Material zum Studium der Druckverteilung und des Windes in NÖ, in: Jhb. der k. k. Centralanstalt für Meteorol. und Erdmagnetismus in Wien, NF, Bd. 35, 1900; Bd. 37, 1902.
- Temperaturstufen in NÖ im Winter 1898/99, ibid., Bd. 36, 1901.
- Über den Arbeitswert einer Luftdruckverteilung und die Erhaltung der Druckunterschiede, in: Denkschriften Wien, math.-nat. Kl., Bd. 73, 1901.
- Über rasche Erwärmungen, in: Meteorolog. Z., Bd. 20, 1903.
- Über Temperaturschwankungen auf hohen Bergen, ibid., Bd. 20, 1903.
- Über die Energie der Stürme, in: Jhb. der k. k. Centralanstalt für Meteorol. und Erdmagnetismus in Wien, NF, Bd. 42, 1905.
- Über Temperaturschichtung in stationär bewegter und in ruhender Luft, in: Meteorolog. Z., Hann-Bd., 1906.
- Über die Zusammensetzung der gesättigten Dämpfe von Mischungen. Sitzb. der math.-nat. Classe der kaiserlichen.
- Akademie der Wissenschaften Wien 104, 1885
- Über die Änderung des vertikalen Temperaturgefälles durch Zusammendrückung oder Ausbreitung einer Luftmasse, ibid., Bd. 23, 1906.
- Zur Sturmtheorie, ibid., Bd. 23, 1906; etc.